# Baldos

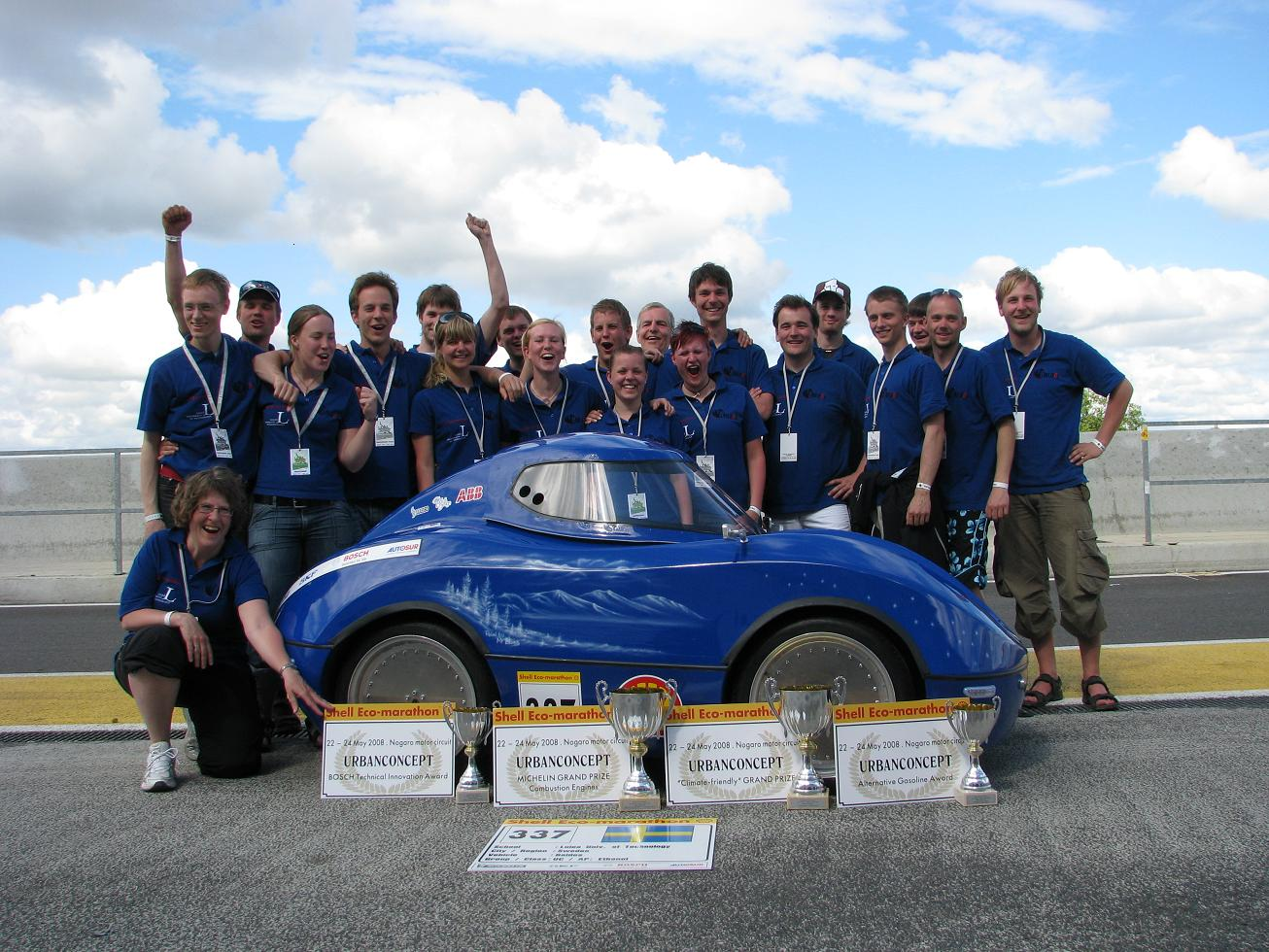
Baldos efter Shell eco-marathon 2008

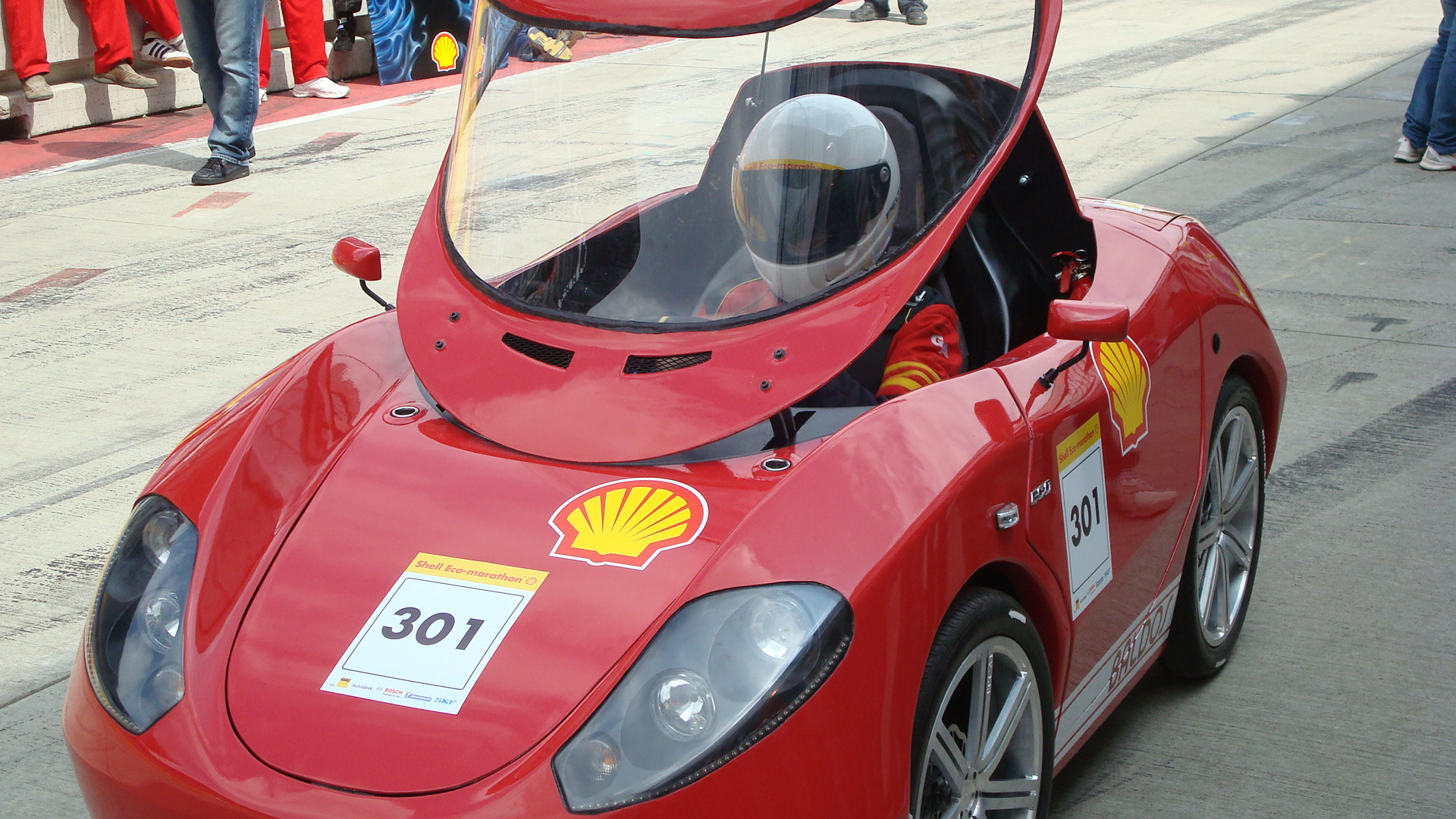
Baldos II innan race i Eurospeedway Shell eco-marathon 2009

Baldos, som betyder "isflak" på samiska, är den miljöbil som under åtta månader 2007-2008 konstruerades och tillverkas av 16 studenter vid Luleå tekniska universitet. Bilen deltog i tävlingen Shell Eco-marathon som går ut på att köra så långt som möjligt på energimängden ekvivalent mot en liter bensin.
Baldos är byggd av kolfiber och höghållfast aluminium samt utrustad med en högeffektiv hybriddrivlina av serietyp. Energikällan är i grunden en 50cc förbränningsmotor som körs i ottocykel med 17,3:1 i kompressionsförhållande och ren etanol (E100) som bränsle. För att förhindra "knackning" används ett realtidsreglerat system för avgasåtercirkulering av inert gas. Under tävlingen räknas den förbrukade energimängden om till motsvarande mängd bensin.
Teamet från Luleå som tävlade i klassen "Urban Concept" lyckades ta sig hela 299 km på en liter bensin samt endast släppa ut 6,16 g koldioxid per kilometer. Detta räckte till vinst i klassen samt nytt världsrekord i "lågt koldioxidutsläpp".
Baldos var Luleå tekniska universitets första försök i tävlingen och resultatet blev därför över förväntan.

## Vunna priser
1. Michelin grand price, Combustion Engine (Första pris i klassen)
2. BOSCH Technical Innovation Award (Tekniskt innovationspris för den högeffektiva drivlinan)
3. Climate-friendly Grand prize (Lägst koldioxidutsläpp)
4. Alternative Gasoline Award (Lägst energiförbrukning för förbränningsmotordrivna fordon i klassen)